# Общественная мораль
Общественная мораль — моральные и этические нормы, установленным в обществе законом или социальным давлением. Предъявляет требования к содержанию средств массовой информации и поведению в общественных местах. Известное замечание миссис Патрик Кэмпбелл о том, что «ей все равно, что делают люди, пока они не пугают лошадей», показывает, что в каком-то смысле даже высокая толерантность предполагает наличие публичных ограничений в поведении. Общественная мораль часто подразумевает регулирование сексуальных отношений, включая проституцию и гомосексуализм, а также вопросы одежды и наготы, порнографии, приемлемости в социальных условиях сожительства до брака и защиты детей. Зачастую выступает оправданием цензуры. В некоторых обществах публичное пьянство совершенно неприемлемо, и правовой контроль за потреблением алкоголя часто оправдывается с точки зрения общественной морали. Исторически законодательство о наркотиках иногда принималось по схожим соображениям. Аборт иногда рассматривается как аспект общественной морали, даже если он имеет юридическое определение, регулируется медицинскими работниками и почти полностью скрыт от общественности.  
Взгляды на общественную мораль со временем меняются. Общественные взгляды на то, что является приемлемым, часто меняются в сторону более широкой толерантности. Быстрые перемены в другую сторону часто сопровождаются моральной паникой, как, например, закрытие театров английскими пуританами спустя поколение после смерти Шекспира.